# قائمة الرحلات الدولية لياسر عرفات

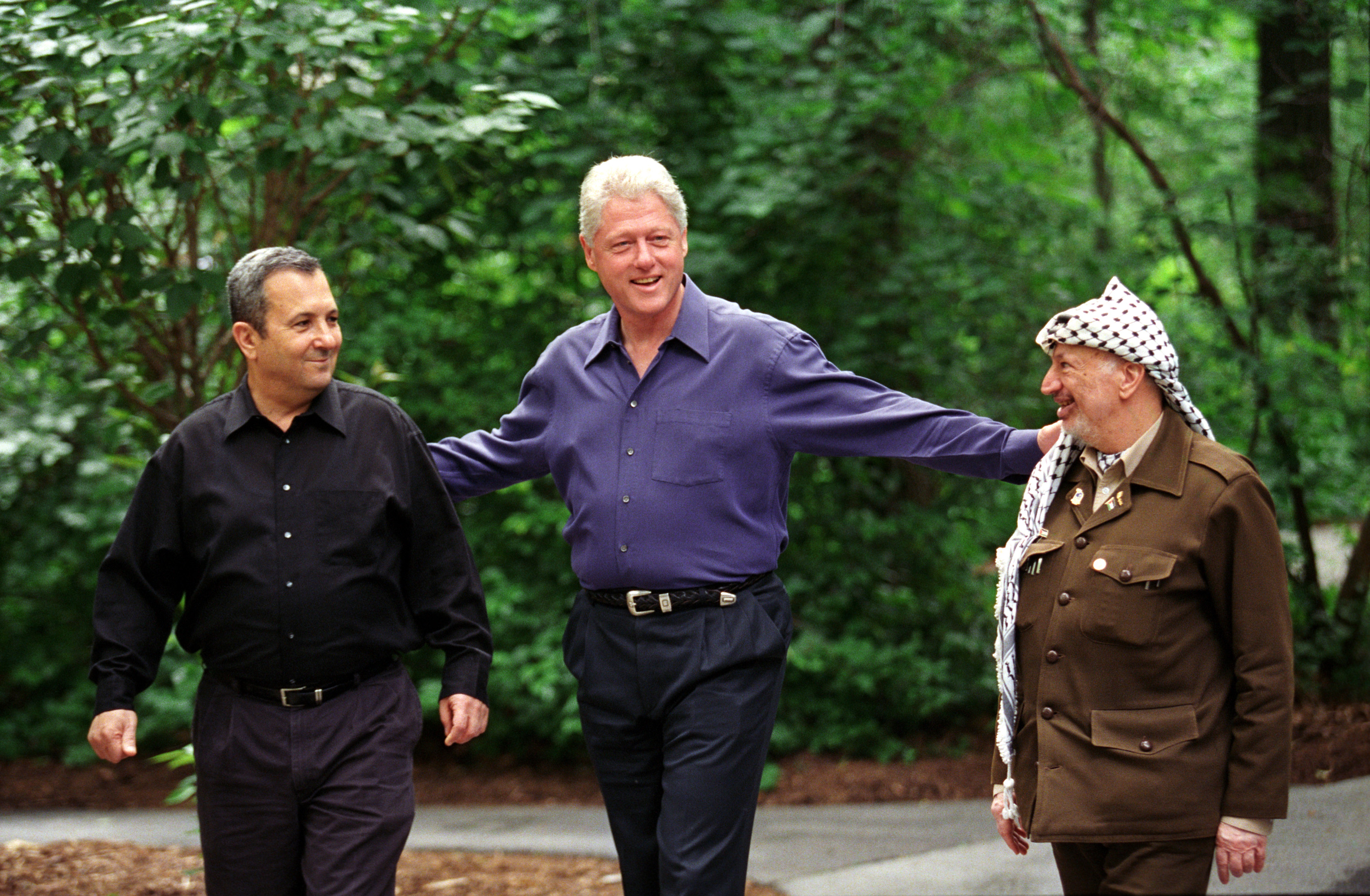
عرفات مع الرئيس بيل كلينتون ورئيس الوزراء إيهود باراك في كامب ديفيد، 2000

هذه قائمة الرحلات الدولية التي قام بها الزعيم الفلسطيني ياسر عرفات . وأقام عرفات بشكل دائم في الكويت حتى نهاية عام 1964. سافر على نطاق واسع لحشد الدعم الدولي للقضية الفلسطينية .

## الملخص
عدد الزيارات لكل دولة سافر إليها ياسر عرفات هي:
- زيارة واحدة إلى النمسا والبحرين وبلجيكا وبلغاريا وكندا والدنمارك وإيران وأيرلندا وإيطاليا وهولندا واليمن الشمالي وبولندا وجنوب أفريقيا والسودان وسويسرا وتونس وتركيا وأوكرانيا والإمارات العربية المتحدة والجمهورية العربية المتحدة
- زيارتان إلى تشيكوسلوفاكيا، وألمانيا الشرقية، وفرنسا، والمجر، وكازاخستان، وعُمان، وباكستان، والاتحاد السوفييتي، والسويد، ويوغوسلافيا
- ثلاث زيارات إلى ألمانيا واليونان والهند والعراق والمغرب وإسبانيا وسوريا والمملكة المتحدة
- أربع زيارات إلى ليبيا وكوريا الشمالية ورومانيا
- خمس زيارات إلى الجزائر والصين ومصر وروسيا وفيتنام
- ست زيارات إلى اليابان والمملكة العربية السعودية
- سبع زيارات إلى الولايات المتحدة

## الستينيات
| التاريخ    | المكان           | الغرض | م. |
| ---------- | ---------------- | ----- | -- |
| 1962       | الجزائر          |       |    |
| يوليو 1968 | الاتحاد السوفيتي |       |    |

## السبعينات

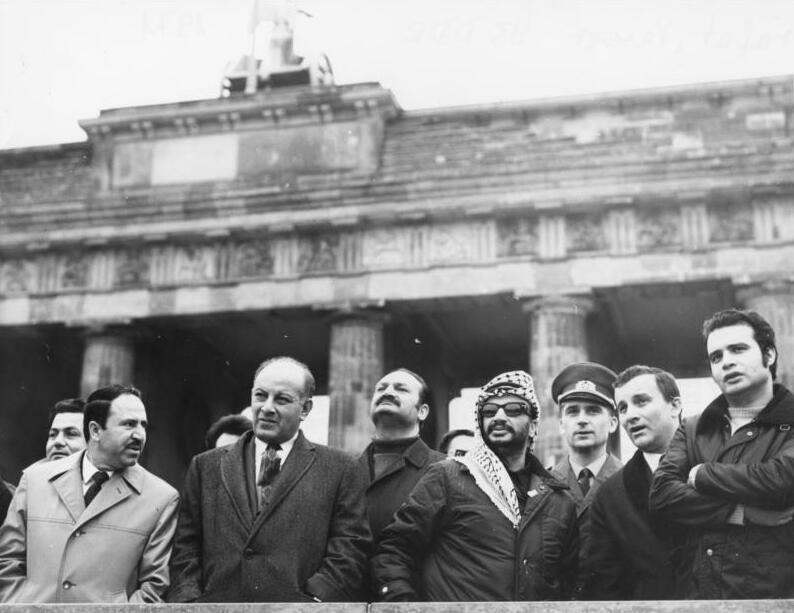
عرفات يزور جدار براندنبرغ، 1971

| التاريخ        | المكان                    | الغرض                                                                     | م.    |
| -------------- | ------------------------- | ------------------------------------------------------------------------- | ----- |
| 1 أكتوبر 1970  | الجمهورية العربية المتحدة | حضر جنازة جمال عبد الناصر                                                 |       |
| 1971           | ألمانيا الشرقية           |                                                                           |       |
| 19 يناير 1973  | الجزائر الجزائر           |                                                                           | [ 1 ] |
| 11 نوفمبر 1974 | الولايات المتحدة نيويورك  |                                                                           | [ 2 ] |
| 1 نوفمبر 1976  | المغرب الرباط             |                                                                           |       |
| ربيع 1978      | رومانيا بوخارست           | التقى بالرئيس نيكولاي تشاوشيسكو                                           |       |
| 17 فبراير 1979 | إيران طهران               |                                                                           | [ 3 ] |
| 28 مارس 1979   | العراق بغداد              | حضر اجتماع جامعة الدول العربية لمناقشة معاهدة السلام بين القاهرة وتل أبيب |       |
| 8 يوليو 1979   | النمسا فيينا              | التقى بالمستشار برونو كرايسكي والمستشار الألماني ويلي براندت              | [ 4 ] |
| سبتمبر 1979    | إسبانيا                   |                                                                           | [ 5 ] |

## الثمانينات

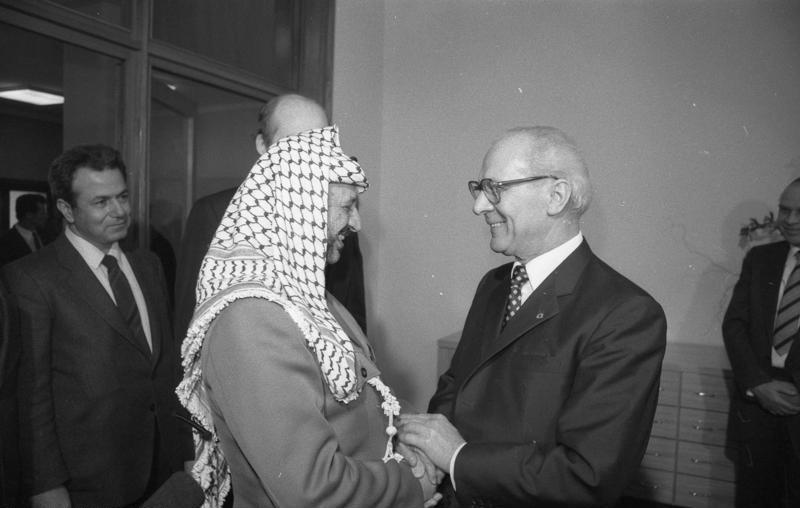
عرفات مع زعيم ألمانيا الشرقية إريك هونيكر، 1982

| التاريخ           | المكان                           | الغرض                                                    | م.                |
| ----------------- | -------------------------------- | -------------------------------------------------------- | ----------------- |
| 28–29 مارس 1980   | الهند                            |                                                          | [ 6 ]             |
| 8 مايو 1980       | يوغوسلافيا                       | حضر جنازة جوزيف بروز تيتو                                |                   |
| 10 يوليو 1981     | يوغوسلافيا                       |                                                          |                   |
| 7–10 أكتوبر 1981  | الصين                            |                                                          | [ 7 ]             |
| 11–12 أكتوبر 1981 | كوريا الشمالية                   |                                                          | [ 8 ]             |
| 13 أكتوبر 1981    | اليابان                          |                                                          | [ 9 ]             |
| 16 أكتوبر 1981    | فيتنام                           |                                                          |                   |
| 9 ديسمبر 1981     | الإمارات العربية المتحدة أبو ظبي | عقد محادثات مع المستشار النمساوي برونو كرايسكي           |                   |
| 15–18 ديسمبر 1981 | اليونان                          |                                                          | [ 10 ]            |
| ديسمبر 1981       | رومانيا                          |                                                          |                   |
| 2 فبراير 1982     | المجر                            |                                                          |                   |
| 9 مارس 1982       | ألمانيا الشرقية                  |                                                          |                   |
| مايو 1982         | الهند                            |                                                          | زيارة لمدة 3 أيام |
| 24 مايو 1982      | باكستان                          |                                                          | [ 11 ]            |
| 2 سبتمبر 1982     | اليونان                          |                                                          | [ 12 ]            |
| 16 سبتمبر 1982    | إيطاليا                          | التقى الرئيس ساندرو برتيني                               | [ 13 ]            |
| 15 أكتوبر 1982    | المغرب                           |                                                          |                   |
| 27 أكتوبر 1982    | الجزائر                          |                                                          |                   |
| 15 نوفمبر 1982    | الاتحاد السوفيتي                 | جنازة ليونيد بريجنيف                                     |                   |
| 28 ديسمبر 1982    | إسبانيا ميورقة                   | التقى المستشار برونو كرايسكي                             | [ 14 ]            |
| 19 فبراير 1983    | الجزائر                          |                                                          |                   |
| 14 أبريل 1983     | السويد                           | التقى رئيس الوزراء أولوف بالمه                           | [ 15 ]            |
| 1983              | بلغاريا                          |                                                          |                   |
| 1983              | تشيكوسلوفاكيا                    |                                                          |                   |
| 1983              | { المجر                          |                                                          |                   |
| 21 أبريل 1983     | رومانيا بوخارست                  | التقى الرئيس نيكولاي تشاوتشيسكو                          | [ 16 ]            |
| 26 يونيو 1983     | تشيكوسلوفاكيا براغا              |                                                          | [ 17 ]            |
| 1 سبتمبر 1983     | سويسرا جنيف                      | كلمة أمام مؤتمر الأمم المتحدة حول فلسطين                 | [ 18 ]            |
| 23 ديسمبر 1983    | مصر                              | إجراء محادثات مع الرئيس حسني مبارك في أعقاب معركة طرابلس | [ 19 ]            |
| ديسمبر 1983       | اليمن الشمالي                    |                                                          |                   |
| 31 ديسمبر 1983    | تونس                             | عقد اجتماع المجلس الوطني الفلسطيني                       |                   |
| 6 مايو 1984       | الصين                            | عقد محادثات مع مسؤولين رفيعي المستوى                     | [ 20 ]            |
| 7 مايو 1984       | كوريا الشمالية                   |                                                          | [ 21 ]            |
| 29 يوليو 1984     | العراق                           |                                                          | [ 22 ]            |
| فبراير 1985       | رومانيا بوخارست                  | التقى بالرئيس نيكولاي تشاوتشيسكو                         | [ 23 ]            |
| 14 يوليو 1986     | السودان                          |                                                          | [ 24 ]            |
| 20 يناير 1988     | اليونان                          | التقى رئيس الوزراء أندرياس باباندريو                     | [ 25 ]            |
| 26 أبريل 1988     | سوريا                            | التقى الرئيس حافظ الأسد                                  | [ 26 ]            |
| 1 سبتمبر 1988     | ليبيا                            | حضور الاحتفالات بمناسبة الذكرى التاسعة عشرة للانقلاب     |                   |
| 13 سبتمبر 1988    | فرنسا ستراسبورغ                  | ألقى كلمة أمام البرلمان الأوروبي                         | [ 27 ]            |
| 17 سبتمبر 1988    | ليبيا                            |                                                          |                   |
| 6 ديسمبر 1988     | السويد                           |                                                          | [ 28 ]            |
| 10 أبريل 1989     | بولندا                           | عقد محادثات مع كبار المسؤولين                            | [ 29 ]            |
| 3–4 مايو 1989     | فرنسا باريس                      | التقى الرئيس فرنسوا ميتران                               | [ 30 ]            |
| 25–26 يونيو 1989  | كوريا الشمالية                   |                                                          |                   |
| 28 يونيو 1989     | فيتنام                           |                                                          | [ 31 ]            |
| 1–4 أكتوبر 1989   | اليابان                          |                                                          | [ 32 ]            |
| 4–5 أكتوبر 1989   | الصين                            |                                                          | [ 33 ]            |

## التسعينات

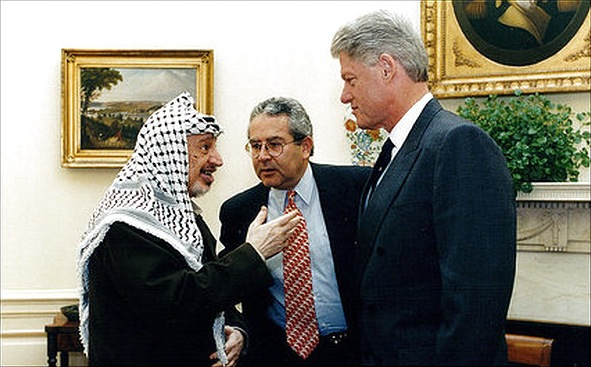
عرفات مع الرئيس بيل كلينتون في البيت الأبيض، 1998

| التاريخ           | المكان                          | الغرض                                                                     | م.     |
| ----------------- | ------------------------------- | ------------------------------------------------------------------------- | ------ |
| 28–30 مايو 1990   | العراق بغداد                    | القمة العربية 1990                                                        |        |
| 4 أغسطس 1990      | العراق بغداد                    |                                                                           |        |
| 5 أغسطس 1990      | مصر القاهرة                     | مؤتمر القمة العربي الطارئ رداً على غزو العراق للكويت                       | [ 34 ] |
| 10 أغسطس 1990     | مصر القاهرة                     | مؤتمر القمة العربي الطارئ رداً على غزو العراق للكويت                       |        |
| ديسمبر 1991       | كازاخستان                       |                                                                           |        |
| 8 أبريل 1992      | ليبيا                           |                                                                           | [ 35 ] |
| يونيو 1993        | كوريا الشمالية                  |                                                                           |        |
| 7 ديسمبر 1993     | ألمانيا بون                     | التقى المستشار هلموت كول                                                  | [ 36 ] |
| 13 سبتمبر 1993    | الولايات المتحدة واشنطن العاصمة | حفل توقيع اتفاقية أوسلو                                                   | [ 37 ] |
| 16 ديسمبر 1993    | المملكة المتحدة لندن            | التقى رئيس الوزراء جون ميجر                                               | [ 38 ] |
| 22 يناير 1994     | سوريا                           | تقديم التعازي في وفاة باسل الأسد                                          |        |
| 9 فبراير 1994     | مصر القاهرة                     |                                                                           |        |
| 2 مايو 1994       | ألمانيا                         |                                                                           |        |
| 23 فبراير 1995    | السعودية مكة                    | التقى فهد بن عبد العزيز آل سعود                                           | [ 39 ] |
| 28 مايو 1995      | المغرب الرباط                   | التقى وزير الخارجية شمعون بيريز                                           | [ 40 ] |
| نوفمبر 1995       | ألمانيا هامبورغ                 |                                                                           |        |
| 25–27 ديسمبر 1995 | عُمان مسقط                       |                                                                           | [ 41 ] |
| 14 يناير 1996     | السعودية                        |                                                                           | [ 42 ] |
| 2–3 مايو 1996     | الولايات المتحدة واشنطن العاصمة | التقى الرئيس بيل كلينتون                                                  | [ 43 ] |
| 23 مايو 1996      | عُمان مسقط                       |                                                                           | [ 44 ] |
| 3–4 يونيو 1996    | المملكة المتحدة                 | التقى رئيس الوزراء جون ميجر                                               | [ 45 ] |
| 19 يونيو 1996     | فيتنام                          |                                                                           | [ 46 ] |
| 10–13 سبتمبر 1996 | اليابان                         |                                                                           | [ 47 ] |
| 1–2 أكتوبر 1996   | الولايات المتحدة واشنطن العاصمة | حضور قمة طارئة في البيت الأبيض مع رئيس الوزراء الإسرائيلي بنيامين نتنياهو | [ 48 ] |
| 30–31 أكتوبر 1996 | إسبانيا                         |                                                                           | [ 49 ] |
| 20–22 نوفمبر 1997 | الهند                           |                                                                           |        |
| ديسمبر 1997       | إيران طهران                     | القمة الإسلامية                                                           |        |
| 1998              | هولندا أمستردام                 |                                                                           |        |
| 12 أغسطس 1998     | جنوب إفريقيا كيب تاون           | اجتمع مع كبار المسؤولين وألقى خطاباً في البرلمان                           | [ 50 ] |
| 15–23 أكتوبر 1998 | الولايات المتحدة نهر واي        | التفاوض على اتفاقية واي ريفر                                              | [ 51 ] |
| 25 أكتوبر 1998    | الجزائر                         | التقى الرئيس اليمين زروال                                                 | [ 52 ] |
| 5–6 أبريل 1999    | روسيا موسكو                     | التقى الرئيس بوريس يلتسن                                                  | [ 53 ] |
| أبريل 1999        | أوكرانيا كييف                   |                                                                           |        |
| أبريل 1999        | كازاخستان                       |                                                                           |        |
| أبريل 1999        | اليابان                         |                                                                           | [ 54 ] |
| 3 مايو 1999       | الدنمارك                        |                                                                           |        |
| 9 سبتمبر 1999     | ليبيا                           |                                                                           |        |
| أكتوبر 1999       | اليابان                         |                                                                           | [ 55 ] |
| 15 أكتوبر 1999    | فيتنام                          |                                                                           | [ 56 ] |
| نوفمبر 1999       | روسيا موسكو                     |                                                                           |        |

## الألفية

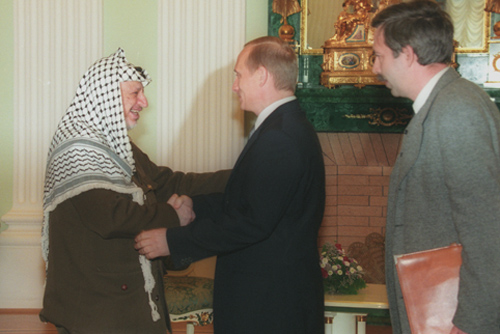
الرئيس فلاديمير بوتين مع الرئيس ياسر عرفات، 2000

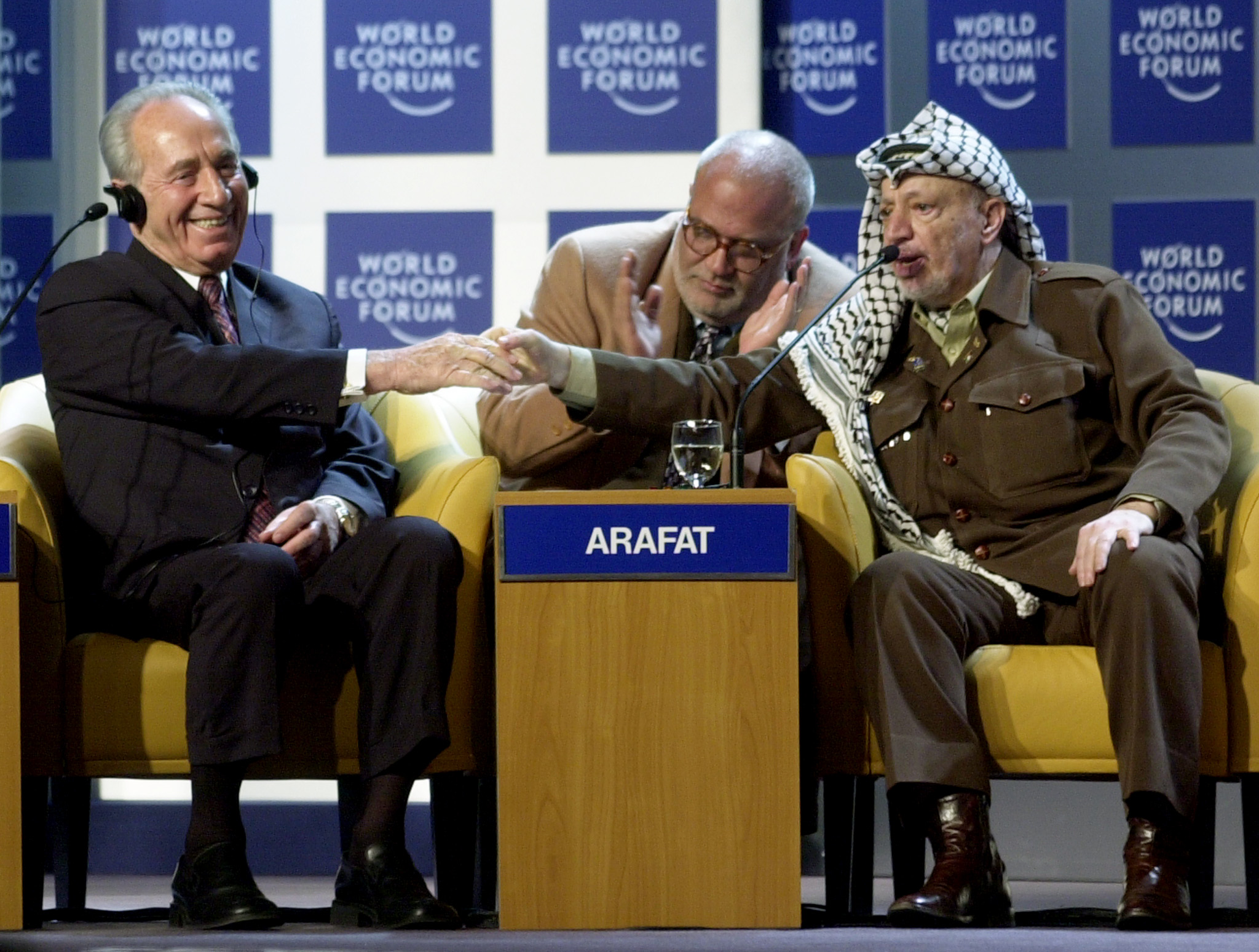
الرئيس عرفات مع وزير التعاون الإقليمي شمعون بيريز في الاجتماع السنوي للمنتدى الاقتصادي العالمي، 2001

| التاريخ          | المكان                          | الغرض                                                           | م.     |
| ---------------- | ------------------------------- | --------------------------------------------------------------- | ------ |
| 13 يونيو 2000    | سوريا                           | حضر جنازة حافظ الأسد                                            |        |
| 11–24 يوليو 2000 | الولايات المتحدة                | قمة كامب ديفيد 2000                                             |        |
| أغسطس 2000       | الصين                           |                                                                 |        |
| 5 أغسطس 2000     | تركيا                           | زيارة عمل                                                       | [ 57 ] |
| 11 أغسطس 2000    | روسيا موسكو                     | التقى الرئيس فلاديمير بوتين                                     | [ 58 ] |
| 17–18 أغسطس 2000 | اليابان                         | عقد محادثات حول نتائج كامب ديفيد                                | [ 59 ] |
| 10 نوفمبر 2000   | كندا أوتاوا                     | التقى رئيس الوزراء جان كريتيان                                  | [ 60 ] |
| 24 نوفمبر 2000   | روسيا موسكو                     | التقى الرئيس فلاديمير بوتين                                     | [ 61 ] |
| 2 يناير 2001     | الولايات المتحدة واشنطن العاصمة | التقى الرئيس بيل كلينتون                                        | [ 62 ] |
| 20 مارس 2001     | السعودية جدة                    | التقى فهد بن عبد العزيز آل سعود وعبد الله بن عبد العزيز آل سعود | [ 63 ] |
| 29 مايو 2001     | روسيا موسكو                     | التقى الرئيس فلاديمير بوتين                                     | [ 64 ] |
| 22 يوليو 2001    | السعودية                        | التقى فهد بن عبد العزيز آل سعود                                 | [ 65 ] |
| يوليو 2001       | السعودية جدة                    | تقديم التعازي في وفاة الأمير فهد بن سلمان بن عبد العزيز آل سعود |        |
| 23 أغسطس 2001    | باكستان                         |                                                                 | [ 66 ] |
| 24 ِ أغسطس 2001   | الصين                           | زيارة عمل                                                       | [ 67 ] |
| 25 أغسطس 2001    | فيتنام                          | زيارة عمل                                                       | [ 68 ] |
| 2 سبتمبر 2001    | السعودية جدة                    | التقى فهد بن عبد العزيز آل سعود وعبد الله بن عبد العزيز آل سعود | [ 69 ] |
| 9 أكتوبر 2001    | البحرين المنامة                 | التقى الأمير حمد بن عيسى بن سلمان آل خليفة                      | [ 70 ] |
| 14 أكتوبر 2001   | المملكة المتحدة لندن            | التقى رئيس الوزراء توني بلير                                    | [ 71 ] |
| 15 أكتوبر 2001   | أيرلندا                         | اجتمع مع رئيس الوزراء بيرتي أهرن                                | [ 72 ] |
| 5 نوفمبر 2001    | بلجيكا بروكسل                   | التقى وزير الخارجية الإسرائيلي شمعون بيريز                      | [ 73 ] |
| 25 نوفمبر 2001   | مصر                             | التقى حسني مبارك                                                | [ 74 ] |